# Pseudosuccinea columella
Pseudosuccinea columella is een slakkensoort uit de familie van de poelslakken (Lymnaeidae). De wetenschappelijke naam van de soort werd voor het eerst geldig gepubliceerd in 1817 door Thomas Say.
Radix:
ampla · 
auricularia · 
lagotis · 
ovata · 
peregra

Stagnicola:
corvus · 
fuscus · 
occultus · 
palustris · 
turricula

Overig:
Galba truncatula · 
Lymnaea stagnalis · 
Myxas glutinosa · 
Omniscola glabra · 
Pseudosuccinea columella